# Microkayla boettgeri
Microkayla boettgeri is een kikker uit de familie Craugastoridae. De soort komt alleen voor in de Limbani provincie van Peru. Microkayla boettgeri wordt bedreigd door het verlies van habitat.